# محافظة خباش
محافظة خباش هي إحدى محافظات منطقة نجران جنوب السعودية، وعاصمتها الإدارية مدينة خباش.

## السكان
بلغ عدد سكان محافظة خباش (7,834) نسمة حسب تعداد السعودية 2022، عدد السعوديين (6,175) نسمة، وعدد غير السعوديين (1,659) نسمة.